# ISO 3166-2:EC
Die Liste der ISO-3166-2-Codes für  Ecuador enthält die Codes für die 24 ecuadorianischen Provinzen (provincia).

Die Codes bestehen aus zwei Teilen, die durch einen Bindestrich voneinander getrennt sind. Der erste Teil gibt den Landescode gemäß ISO 3166-1 (für  Ecuador EC), der zweite den Code für die Provinz wieder.
Die aktuellen Codes stehen auf der Seite der ISO unter #iso:code:3166:EC zur Verfügung.

Die ursprünglichen Codes wurden im vierten Newsletter der Internationalen Organisation für Normung (ISO, internationale Normierungsorganisation) vom 10. Dezember 2002 um die Provinz Orellana mit dem Code EC-D und 2010 beim Newsletter II-2 um Santa Elena (EC-SE) und Santo Domingo de los Tsáchilas (EC-SD) erweitert.

Provinzen in Ecuador

| Provinz                            | Code  |
| ---------------------------------- | ----- |
| Azuay                              | EC-A  |
| Bolívar                            | EC-B  |
| Cañar                              | EC-F  |
| Carchi                             | EC-C  |
| Cotopaxi                           | EC-X  |
| Chimborazo                         | EC-H  |
| El Oro                             | EC-O  |
| Esmeraldas                         | EC-E  |
| Galápagos-Inseln (Islas Galápagos) | EC-W  |
| Guayas                             | EC-G  |
| Imbabura                           | EC-I  |
| Loja                               | EC-L  |
| Los Ríos                           | EC-R  |
| Manabí                             | EC-M  |
| Morona Santiago                    | EC-S  |
| Napo                               | EC-N  |
| Orellana                           | EC-D  |
| Pastaza                            | EC-Y  |
| Pichincha                          | EC-P  |
| Santa Elena                        | EC-SE |
| Santo Domingo de los Tsáchilas     | EC-SD |
| Sucumbíos                          | EC-U  |
| Tungurahua                         | EC-T  |
| Zamora Chinchipe                   | EC-Z  |